# MIDlet
Một MIDlet là một ứng dụng sử dụng Cấu hình thông tin thiết bị di động (MIDP) của Cấu hình kết nối thiết bị giới hạn (CLDC) cho môi trường Java ME. Các ứng dụng điển hình bao gồm trò chơi chạy trên các thiết bị di động và điện thoại di động có màn hình hiển thị đồ hoạ nhỏ, giao diện bàn phím số đơn giản và truy cập mạng giới hạn qua HTTP. MIDlet có thể chạy trên các thiết bị Android thông qua ứng dụng giả lập J2ME Loader.
Tệp .jad mô tả tập hợp MIDlet được sử dụng để triển khai các ứng dụng bằng một trong hai cách. Triển khai qua không khí (OTA) bao gồm tải tệp .jad và .jar lên Máy chủ web có thể truy cập bằng thiết bị qua HTTP. Người dùng tải về tệp .jad và cài đặt các MIDlet mà họ yêu cầu. Triển khai cục bộ yêu cầu chuyển các tệp MIDlet đến thiết bị qua kết nối không phải mạng (như thông qua Bluetooth hoặc IrDa và có thể liên quan đến phần mềm đặc trưng của thiết bị). Điện thoại hỗ trợ thẻ nhớ microSD đôi khi có thể cài đặt các tệp .jar hoặc .jad đã được chuyển đến thẻ nhớ.

## Bộ công cụ thông tin thiết bị di động
MIDlet thường được phân phối dưới dạng tệp.jar, nhưng các MIDlet cũng có thể chứa tệp.jad chứa đường dẫn và mô tả nội dung của tệp.jar. Việc thực thi một MIDlet có thể hoặc không cần sự hiện diện của tệp.jad.
Một MIDlet cần có những điều kiện sau để chạy trên điện thoại di động:
- Class chính phải là một class thừa kế từ class javax.microedition.midlet.MIDlet
- MIDlet cần phải được đóng gói vào một tệp.jar (v.d. dùng jar-tool)
- Tệp.jar cần được chứng thực bởi một trình chứng thực.
- Trong một vài trường hợp, tệp.jar cần phải được xác nhận từ nhà cung cấp điện thoại.

Không như Java applet, một MIDlet bị giới hạn trong việc sử dụng LCDUI hơn là AWT và Swing. Có rất nhiều ảnh hưởng của nền tảng MIDP mà những lập trình viên MIDlet phải động chạm.